# Cati Caballero
Catherine Milagros Caballero Abraham (Pisco, 18 de enero de 1981), conocida como Cati Caballero, es una empresaria, presentadora de televisión, actriz y exmodelo peruana.
Estudió en el colegio San José de Cluny de Surquillo.

## Biografía
Caballero empezó a los 13 años apareciendo en comerciales de televisión. En el año 1996 fue coronada como Reina de la Vendimia en Ica.
A los 19 años, formó parte del personal de modelos de R con erre, programa conducido por Raúl Romero. En 2003 se alejó del programa para participar en un piloto para un futuro programa infantil.
En 2004, Caballero presentó el reality infantil Starkids.
En 2006, Caballero condujo el programa infantil Zoombate, junto a Emilia Drago y Patty Wong. A la vez participó en el catálogo argentino de L’Oréal.
En 2007, luego de haber llevado talleres de teatro con los actores Leonardo Torres Vilar y Bruno Odar, Caballero protagonizó la miniserie La fuerza Fénix de Frecuencia Latina bajo el papel de Úrsula Ortega. El mismo año fue elegida como imagen de Garnier Nutrisse de L'Oréal.
En 2008, actuó en la telenovela Los Barriga.
En 2009, fue elegida imagen de Natura, marca de cosméticos naturales. Además, participó en el filme Motor y motivo.
En 2010 condujo el programa Mercado negro por Panamericana Televisión, donde se mostraba cómo se realizan las campañas publicitarias y ventas de productos.
En mayo de 2011 fue presentadora del evento Abriendo el ojo Perú.

## Filmografía

### Televisión y Cine
| Año         | Título                    | Personaje     |
| ----------- | ------------------------- | ------------- |
| 1995        | Nubeluz                   | Cíndela       |
| 2000 - 2003 | R con erre                | Modelo        |
| 2004 - 2005 | Starkids                  | Presentadora  |
| 2006 - 2007 | Zoombate                  | Presentadora  |
| 2008        | La Fuerza Fénix           | Úrsula Ortega |
| 2008        | Los Barriga               | Ana           |
| 2009        | Motor y Motivo (pelicula) | Pamela        |
| 2010        | Mercado Negro             | Presentadora  |